# Gundula Roßbach

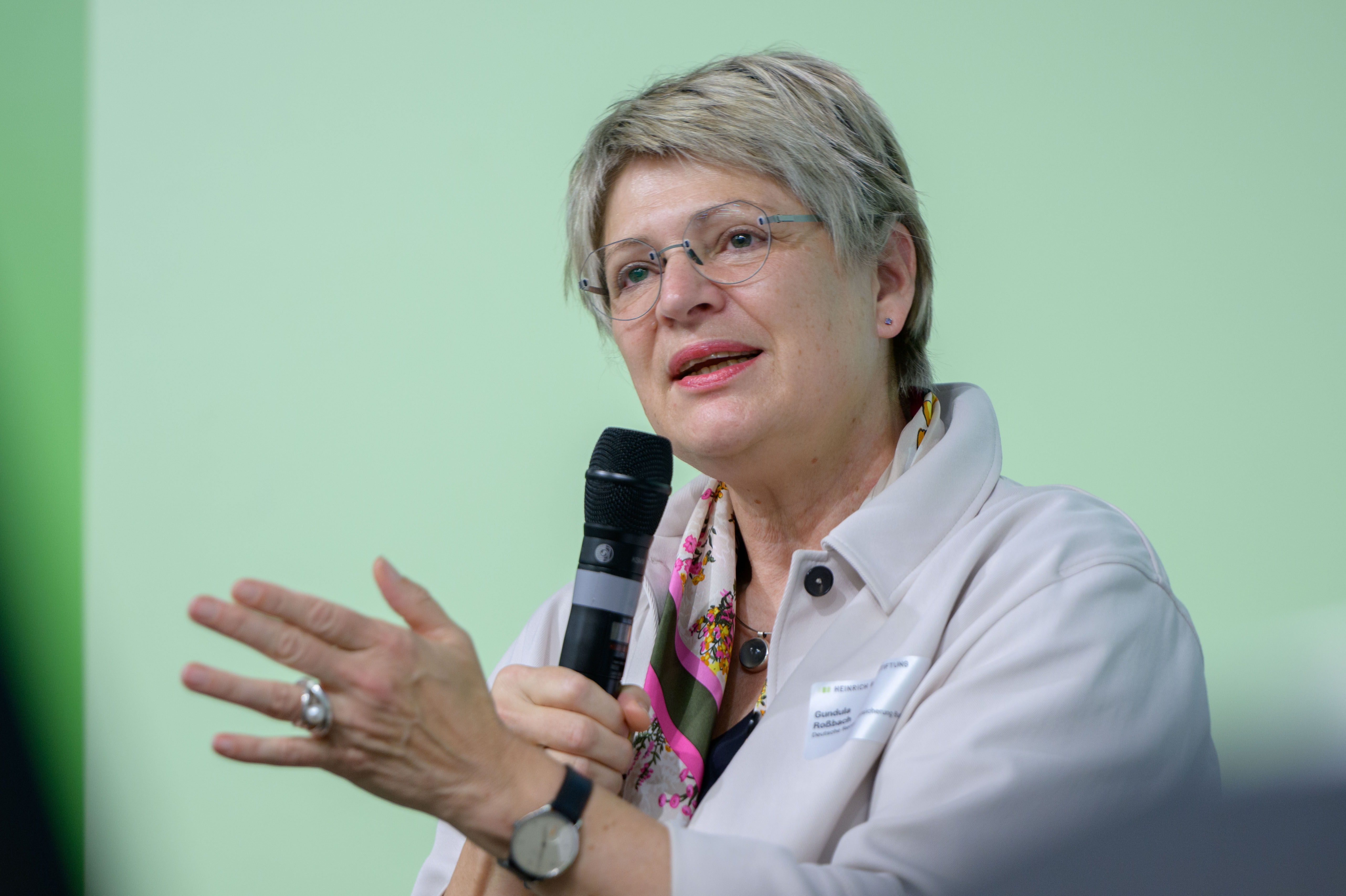
Gundula Roßbach, 2022

Gundula Roßbach (* 1964 in Siegen) ist eine deutsche Juristin und seit dem 1. Januar 2017 Präsidentin der Deutschen Rentenversicherung Bund.

## Werdegang
Von 1986 bis 1988 war Roßbach als Verwaltungsinspektorin bei der Stadt Kreuztal tätig. Nach einem Studium der Rechtswissenschaften in Bonn von 1988 bis 1993 und Rechtsreferendariat in Koblenz war Roßbach ab 1996 als Sozialreferentin beim Landkreistag Brandenburg tätig. 1997 wechselte sie zur Bundesversicherungsanstalt für Angestellte, ab 2003 war sie dort als Referentin in der Grundsatzabteilung, Persönliche Referentin des Präsidenten, stellvertretende Leiterin der Zentralen Zulagenstelle für Altersvermögen und zuletzt Abteilungsleiterin des Prüfdienstes tätig. Mitte 2006 wechselte sie zur Deutschen Rentenversicherung Berlin-Brandenburg; hier war sie bis zum 18. Mai 2009 als stellvertretende Geschäftsführerin, ab 19. Mai 2009 als Geschäftsführerin und Erste Direktorin tätig; diese Tätigkeit übte sie bis zum 31. März 2014 aus.
Die Bundesvertreterversammlung der Deutschen Rentenversicherung Bund wählte Gundula Roßbach am 27. Juni 2013 in Düsseldorf zum künftigen Mitglied des Direktoriums der Deutschen Rentenversicherung Bund. Am 1. April 2014 trat Gundula Roßbach ihr Amt als Mitglied des Direktoriums der Deutschen Rentenversicherung Bund an. Die Bundesvertreterversammlung wählte Gundula Roßbach in ihrer Sitzung am 23. Juni 2016 in Bremen zur künftigen Präsidentin der Deutschen Rentenversicherung Bund; sie übernahm das Amt zum 1. Januar 2017 von Axel Reimann, der aus Altersgründen in den Ruhestand trat. Am 22. Juni 2022 wurde Roßbach von der Bundesvertreterversammlung in Freiburg erneut zur Präsidentin der Deutschen Rentenversicherung Bund gewählt.
Seit dem 6. Juni 2018 ist sie zudem als Präsidentin der Deutschen Rentenversicherung Bund Mitglied in der von der Bundesregierung eingesetzten Rentenkommission „Verlässlicher Generationenvertrag“, die am 27. März 2020 ihren Bericht an die Bundesregierung übergeben hat.

## Weitere Funktionen und gesellschaftliches Engagement
In den Jahren 2002 bis 2014 bekleidete Gundula Roßbach das Amt der stellvertretenden Vorsitzenden des Deutschen Juristinnenbundes Landesverband Brandenburg (2002–2006) und das Amt der Vorstandsvorsitzenden des Bildungszentrums Erkner (2009–2014). Seit 2015 engagiert sich Roßbach sowohl als Mitglied im erweiterten Vorstand der Gesellschaft für Sozialen Fortschritt als auch als Mitglied in der Nationalen Präventionskonferenz (NPK). Seit 2017 ist sie zudem Mitglied im Kuratorium für Sozialrecht und Sozialpolitik des Max-Planck-Instituts und Mitglied im Hauptausschuss des Deutschen Vereins für öffentliche und private Fürsorge. Zusätzlich übernahm Roßbach Mitte 2019 das Amt der Vorstandsvorsitzenden und ist Präsidiumsmitglied der Gesellschaft für Versicherungswirtschaft und Gestaltung (GVG). Im Jahre 2021 wurde sie als Mitglied in den Vorstand des Deutschen Sozialrechtsverbandes gewählt.

## Werke/Publikationen
- Mitbegründerin und Mitautorin: Lexikon Arbeitsrecht 2024, 24. Auflage, Verlag Rehm, Heidelberg, ISBN 978-3-8073-2865-2.
- Mitherausgeberin: Kreikebohm/Roßbach, SGB VI, Sozialgesetzbuch – Gesetzliche Rentenversicherung, C.H.BECK, 2021, 6. Auflage, ISBN 978-3-406-76420-2.
- Mitautorin: Werner Lilge, Berliner Kommentar für Sozialrecht, Sozialgesetzbuch – Band I, SGB I, Allgemeiner Teil, Erich Schmidt Verlag, 2009, 2. Auflage, ISBN 978-3-503-11252-4.
- Mitherausgeberin: Knickrehm/Roßbach/Waltermann, Kommentar zum Sozialrecht, VO (EG) Nr. 883/2004, SGB I bis SGB XII, SGG, BEEG, Kindergeldrecht (EStG), UnterhaltsvorschussG, C.H.Beck, 2023, 8. Auflage, ISBN 978-3-406-79456-8.
- Kolumne in f&w (führen und wirtschaften im Krankenhaus), Bibliomed Medizinische Verlagsgesellschaft mbH, Melsungen, seit 2015.
- Aufsätze in DÖV, DAngVers und RVaktuell, seit 1996.